# Aderusincertae obliquifasciatus
Aderusincertae obliquifasciatus là một loài bọ cánh cứng trong họ Aderidae. Loài này được Lea miêu tả khoa học năm 1917.